# Ширли (фильм)
«Ширли» (англ. Shirley) — американский фильм-триллер 2020 года режиссёра Жозефин Декер. Главные роли в нём сыграли Элизабет Мосс, Майкл Стулбарг, Одесса Янг.

## Сюжет
Литературной основой сценария фильма стал рассказ Сьюзан Скарф Меррелл о писательнице Ширли Джексон. При этом создатели картины подчёркивали, что сюжет во многом вымышлен, так что фильм нельзя считать байопиком.
В фильме Ширли Джексон работает над очередным романом в жанре хоррор, героиня которого Пола бесследно исчезает. Из-за творческого кризиса писательница не знает, как закончить книгу. Тем временем в её доме появляются новые временные жильцы — молодой коллега мужа (литературного критика Стэнли Хаймана) Фред Немсер и его жена Роуз, давняя поклонница книг Ширли. Постепенно писательница получает огромную власть над Роуз, и та не всегда понимает, кто она на самом деле. Ширли ставит психологический эксперимент, заставляя Роуз стать героиней своего романа, и это помогает ей в работе. Когда книга почти закончена, семья Немсер собирается покинуть дом Джексонов. К этому моменту Роуз, узнавшая об изменах Фреда и других его тёмных делах, оказывается близка к самоубийству. Ширли находит её на краю обрыва, готовую покончить с собой.
После напряжённого разговора Роуз отходит от обрыва. Покидая дом Ширли, она клянётся мужу, что никогда больше не будет послушной женой. Ширли с мужем тем временем празднуют окончание работы над романом: Хайнман признаёт его гениальным.

## В ролях
- Элизабет Мосс — Ширли Джексон[3]
- Майкл Стулбарг — Стэнли Хайман
- Одесса Янг — Роза Немсер / Пола
- Логан Лерман — Фред Немсер
- Виктория Педретти — Катрина
- Роберт Вул — Рэнди Фишер
- Пол О'Брайен — декан
- Орла Кэссиди — Каролина
- Бисерат Цеггаи — Пэгги
- Аллен МакКаллох — Норман
- Молли Фэй — жена декана
- Эдвард О'Бленис — Ральф Эллисон
- Винсент МакКоли — аспирант

## Релиз и оценки
Премьера фильма состоялась на кинофестивале «Сандэнс» 25 января 2020 года. Режиссёр Жозефин Декер была награждена спецпризом «за авторский взгляд в режиссуре». Позже картину показали на 70-м Берлинском кинофестивале и на московском фестивале американского кино Амфест. 5 июня 2020 года она вышла в театральный прокат.
На агрегаторе отзывов Rotten Tomatoes «Ширли» получила рейтинг 87 % со средней оценкой 7,4 из 10. Критики с этого ресурса признали игру Элизабет Мосс «выдающейся», а подход режиссёра и сценариста к жанру новаторским. На сайте Metacritic фильм получил оценку 76 из 100, что указывает на «в целом положительные отзывы».
Обозреватель журнала «Искусство кино» охарактеризовал «Ширли» как «фантасмагорическую камерную пьесу в духе „Кто боится Вирджинии Вульф?“ Эдварда Олби», высоко оценил игру Элизабет Мосс и Одессы Янг, написал о «едва заметном цитировании» «Персоны» Ингмара Бергмана. Для рецензента из «Бюро 247» «Ширли» — «не только глубокое, но и очень эстетское кино», «импрессионистское полотно», вдохновлённое в том числе картинами Тулуз-Лотрека.
Рецензент Harper’s Bazaar назвал картину «захватывающей, психологически тревожной драмой», отметив, что она «далека от традиционного байопика, вместо этого обыгрывая ужасы из произведений Джексон, чтобы заманить зрителей внутрь блестящего, но беспокойного ума автора». Обозреватель NBC News отметил, что из-за несоответствия сюжета фильма биографическим реалиям случайный зритель может быть сбит с толку: «после просмотра… могут найтись люди, которые подумают, что Ширли Джексон была порочной, бездетной и неспособной самостоятельно мыться и питаться. И это прискорбно». Лоуренс Джексон Хайман, сын героев картины, раскритиковал сюжет со словами: «Если кто-то придёт на фильм, ничего не зная о моих родителях, он наверняка уйдёт, думая, что моя мать была сумасшедшей алкоголичкой, а мой отец — злобным критиком». Он заявил, что в фильме не удалось передать чувство юмора Ширли Джексон.